# Dora (przystanek kolejowy)
Dora (ukr. Дора, ros. Дора) – przystanek kolejowy w miejscowości Jaremcze, w rejonie nadwórniańskim, w obwodzie iwanofrankiwskim, na Ukrainie.
Nazwa pochodzi od dawniej wsi Dora, obecnie będącej częścią Jaremczy, na terenie której położony jest przystanek. Przystanek istniał przed II wojną światową.